# Kyselina neuraminová
Kyselina neuraminová je organická sloučenina, devítiuhlíkatá cukerná kyselina. Lze si ji představit jako produkt aldolové kondenzace D-manózaminu a kyseliny pyrohroznové. V přírodě se samotná kyselina nevyskytuje, ovšem mnoho jejich derivátů bylo nalezeno v bakteriích a živočišných tkáních, hlavně ve formě glykoproteinů a gangliosidů.
N- a O-substituované deriváty kyseliny neuraminové se souhrnně označují jako kyselina sialová, převažující formou v buňkách savců je kyselina N-acetylneuraminová. Na aminovou skupinu se obvykle připojuje acetylová nebo glykolylová (acyl od kyseliny glykolové) skupina. Substituenty hydroxylu jsou různorodější: takto byly nalezeny acetylová, laktylová, methylová, sulfátová a fosfátová skupina. Tyto deriváty jsou substráty pro enzymy označované jako neuraminidázy. Lidské chřipkové viry mají neuraminidázové enzymy nazývané „HxNx“, kde H označuje izoformu hemaglutininu a N izoformu virové neuraminidázy.
Název „kyselina neuraminová“ zavedl německý chemik E. Klenk roku 1941 podle mozkových lipidů, z nichž ji získal jako produkt štěpení molekul.
Pro tuto kyselinu se často používá značka Neu.